# Досу-Брічій
Досу-Брічій (рум. Dosu Bricii) — село у повіті Клуж в Румунії. Входить до складу комуни Кіуєшть.
Село розташоване на відстані 359 км на північний захід від Бухареста, 61 км на північ від Клуж-Напоки.

## Населення
За даними перепису населення 2002 року у селі проживали 25 осіб, усі — румуни. Усі жителі села рідною мовою назвали румунську.